# Anges de sang
Pour les articles homonymes, voir Blood Angels.
Pour plus de détails, voir Fiche technique et Distribution.
Anges de sang (titre original : Thralls ou Blood Angels au Canada) est un film d'horreur canadien réalisé par Ron Oliver, sorti en 2005
Le film a pour principaux interprètes Lorenzo Lamas, Leah Cairns, Sonya Salomaa, Moneca Delain et Siri Baruc.

## Synopsis
Six belles jeunes femmes, esclaves et prisonnières d'un vampire connu sous le nom de M. Jones, parviennent à fuir leur tortionnaire. Faisant partie d'une sous-espèce de vampires, elles ne peuvent ni tuer, ni voler, ni transformer les humains en vampires. En cherchant à se libérer de l'emprise de M. Jones, les jeunes femmes découvrent qu'un rituel sanguin leur permettrait de devenir de vrais vampires. Mais lorsque l’une d’entre elles recueille sa sœur qui ignore tout de la nature réelle des jeunes femmes, leur plan va prendre du retard mais la jeune sœur décide de les aider à combattre Jones…

## Fiche technique
- Titre original : Thralls[2]
- Titre canadien : Blood Angels
- Titre français : Anges de sang
- Réalisation : Ron Oliver
- Scénario : Lisa Morton, Brett Thompson
- Décors : James Purvis
- Casting : Lesleyanne Hilts
- Costumes : Katrina McCarthy
- Musique : Peter Allen
- Producteurs : James Shavick, Kirk Shaw
- Société(s) de production : Insight Film Studios, Trademark Entertainment
- Société(s) de distribution : Screen Media Ventures, Universal Studios Home Entertainment
- Budget : 1 000 000 $
- Pays d'origine : Canada
- Langue originale : anglais
- Format : couleur
- Genre :  Horreur
- Durée :  95 minutes (1 h 35)
- Date de sortie : 22 mars 2005
- Sortie DVD : 15 mars 2006
- Classification Public : interdit aux moins de 12 ans en France

## Distribution
- Lorenzo Lamas : Mr. Jones
- Leah Cairns : Leslie
- Siri Baruc : Ashley
- Fiona Scott : Roxie
- Sonya Salomaa : Lean
- Moneca Delain : Brigitte
- Lisa Marie Caruk : Buzz
- Shawn Roberts : Jim

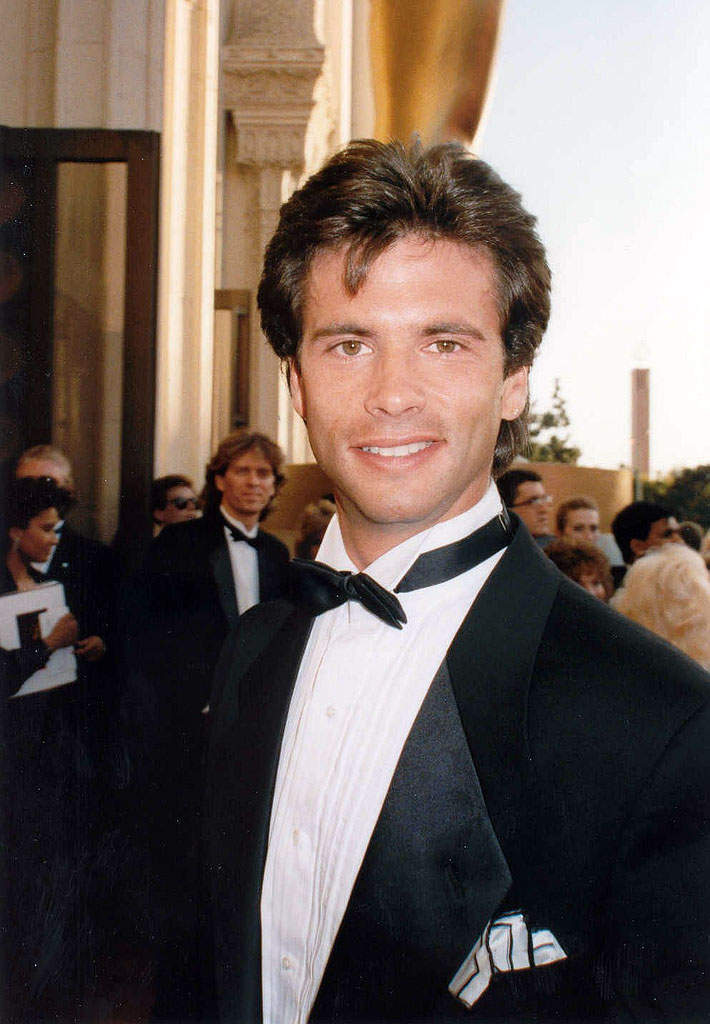
Lorenzo Lamas en 1989

- Kevan Ohtsji (VF : Miquel Stéphane) : Garçon de la pâte
- Richard Ian Cox : Rennie
- Nigel Vonas : Cisco
- Willy Taylor : Anesta Hornetz
- Crystal Lowe : Tanya
- Curtis Caravaggio : Cole
- Shaw Madson : portier